# Замок Баллінколліг

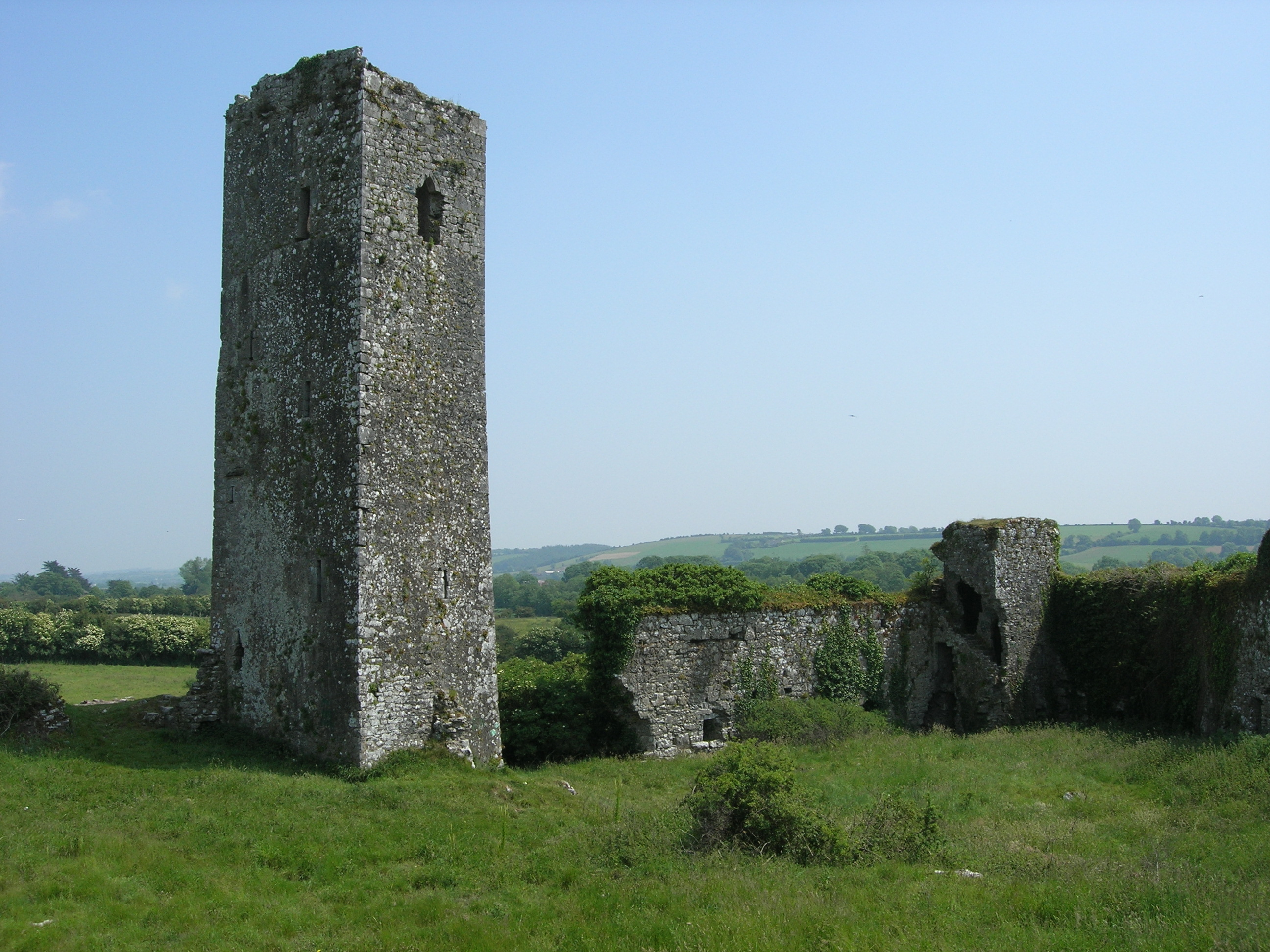
Замок Баллінколліг.

Замок Баллінколліг (англ. Ballincollig Castle, ірл. Caisleán Baile an Chollaigh) — кешлен Балє ан Холлайг — замок Міста Холлайга — один із замків Ірландії, розташований в графстві Корк. Замок побудований в норманському стилі на південь від селища Баллінколліг. Замок побудований англо-норманськими феодалами після захоплення ними Ірландії в 1171 році для захисту захоплених земель від ірландських кланів. Замок зберігся, хоча і сильно пошкоджений. Замок був резиденцією аристократичної родини Барретт. Збереглася частина зовнішньої стіни і дві вежі.

## Особливості архітектури
Згідно давніх описів замку Баллінколліг, замок був побудований з місцевого дикого каменю — вапняку. Замок збудували серед долини Маглін. Під замком є природна печера серед скельних порід. Навколо замку збереглися залишки рову.
Замок мав зовнішні стіни, вежі та великий зал серед укріплень. Збереглась тільки частина зовнішніх стін. Стіни були товщиною 5 футів і висотою більше 15 футів. Простір на стінах був захищений парапетом, були сходові прольоти, переходами у деяких точках. Були дві оборонні вежі на стінах — на південно-східному куті і на південній стіні.
Житловий корпус був довжиною від 70 до 100 футів, судячи по всьому в житловій будівлі був камін та димар, вікна. Замок і вежі зокрема були суттєво перебудовані в XV столітті, коли замок став власністю аристократів Барретт.
Головна вежа була побудована в ХІІІ столітті, побудована лицарями Колл. Вежа була відреставрована родиною Вайс в 1857 році, на західній стіні був вирізьблений щит з монограмою W і датою 1857. Вежа мала склепіння між поверхами, перший поверх мав вхід тільки зверху у вигляді люка — це, очевидно, була в'язниця. У вежі були дуже вузькі сходи, невеликі кімнати. Деякі вікна в башті були зроблені тільки в ХІХ столітті. Відсутність вікон говорить про те, що цю вежу використовували як засіб останнього захисту, а не для житла.

## Історія замку Баллінколліг

### Завоювання Ірландії
Лицарі Барретт переселилися з Нормандії в Англію разом з Вільгельмом Завойовником у складі його армії. Вони брали участь у завоюванні Англії в 1066 році. Потім вони отримали у володіння землі в Пемброкширі, Уельс. Деякі лицарі з роду Барретт брали участь в англо-норманському завоюванні Ірландії в 1169 році. Коли король Англії Генріх ІІ роздавав завойовані землі своїм васалам, то землі нинішніх графств Корк, Вотерфорд, Керрі дістались Міло де Когану та Робурту Фітц-Стефану. Де Коган отримав в тому числі землі в графстві Корк і побудував тут кілька замків, включаючи замок Каррігрогейн.
Лицарі Барретт були васалами де Коганів. Лицарі Барретти відправились завойовувати непокірне королівство Коннахт на заході Ірландії в 1235 році під проводом Джона де Когана. За це вони отримали в оренду замок і землі Каррігрогейн. Джон Барретт служив королю Англії Едуарду ІІ під час його війн в Шотландії. За це король пробачив йому борги короні та скасував борги за оренду замку, що були нараховані його спадкоємцю Вільяму Барретту.

### Лорди Барретти
У XV столітті Ірландія переживала бурхливі часи — ірландські клани відвойовували свої землі і тіснили англійських поселенців. Влада Англії поширювалась тільки на колонію Пейл — околиці Дубліна. Решта Ірландії стала незалежною від Англії. Проте Барретти вели досить спокійне життя. Вони стали васалами могутнього ірландського клану Мак Карті, якому вони платили данину 11 фунтів стерлінгів на рік починаючи з 1420 року. На той час це була велика сума. Після 1425 року, коли королі Демсонду захопили землі Де Коганів, Барретти платили їм 12 марок щороку. Десь в середині XV століття Барретти придбали замок Баллінколліг. У документі, що датується 28 листопада 1611 року сер Домінік Сарсфілд писав лорду Кер'ю: «Замок Баллінколліг придбав на восьмому році правління короля Едварда IV в Робарта Койла лицар». Замок з того часу став головною резиденцією лордів Барретт. Крім замку Баллінколліг Барретти володіли землями та замками Морн, Гарріклойн, Кастлейн, Клохан Мак Уллік.
1590 року виник збройний конфлікт через замок Баллінколліг. У липні 1591 року Ендрю Баррет з озброєним загоном чисельністю 60 чоловік напав на замок, яким тоді володів його родич Едмонд Барретт. Три роки по тому сер Фінін О'Дрісколл — шерий графства Корк присудив заплатити штраф 100 фунтів стерлінгів Ендрю Барретту та його спільникам, що захопили замок на користь Едмонда. Але Ендрю відмовився платити. У 1595 році Едмонд подав в суд на свого двоюрідного брата Ендрю. Суд ув'язнив Едрю та взяв з нього штраф 20 фунтів стерлінгів.

### Руїна
Але на початку XVII століття лорди Барретти втратили замок Баллінколліг. Барретти залізли в борги, мусили платити судові штрафи, потрібні були гроші на придане. Вони взяли кредит під свої землі та замки в 1618 році в лихварів Коппінгерів. Зберігся документ про це, де зокрема пишеться: «… Вільям Барретт з Баллінколліг, що в графстві Корк, джентльмен, … 240 фунтів стерлінгів має заплатити Едмонду Коппінгеру Фіц-Роберту з графства Корк, джентльмену, у випадку несплати Едмонд Коппінгер та його спадкоємці привласнюють всі землі, замки, селища…» У 1630 році борг зріс до £ 790. Коппінгер отрима у володіння землі та замок. У 1641 році спалахнуло повстання за незалежність Ірландії. Замок захопили повстанці. У 1644 році замок штурмували війська Олівера Кромвеля. Замок знову став ареною боїв під час так званих вільямітських (якобітських) війн в Ірландії. У 1689 році замок захопила армія короля католика Джеймса ІІ. У 1690 році замок був закинутий і перетворився на руїну. Нині замок стоїть на приватній землі.